# Pteroglossus sturmii
Pteroglossus sturmii är en fågel i familjen tukaner inom ordningen hackspettartade fåglar. Den betraktas i allmänhet som underart till rödnackad arassari (Pteroglossus bitorquatus), men har getts artstatus av Birdlife International och IUCN, som kategoriserar den som livskraftig. Fågeln återfinns i Sydamerika från centrala Brasilien till östra Bolivia.